# U-218
| U-218                                                                                             | U-218 | U-218 |
| ------------------------------------------------------------------------------------------------- | --- | --- |
| U 218                                                                                             | | |
|                                                                                                   | | |
|                                                                                                   | | |
| Верф                                                                                              | Friedrich Krupp Germaniawerft, Кіль | Friedrich Krupp Germaniawerft, Кіль |
| Під прапором                                                                                      | Третій Рейх | Третій Рейх |
| Належність                                                                                        | Крігсмаріне | Крігсмаріне |
| Порт приписки                                                                                     | Крістіансанн, Брест | Крістіансанн, Брест |
| Замовлення                                                                                        | 16 лютого 1940 | 16 лютого 1940 |
| Закладений                                                                                        | 17 березня 1941 | 17 березня 1941 |
| Спуск на воду                                                                                     | 5 грудня 1941 | 5 грудня 1941 |
| Введений до складу флоту                                                                          | 24 січня 1942 | 24 січня 1942 |
| На службі                                                                                         | 1942—1945 | 1942—1945 |
| Сучасний статус                                                                                   | 12 травня 1945 року капітулював у Бергені 4 грудня 1945 року затоплений в операції «Дедлайт»                                                             | 12 травня 1945 року капітулював у Бергені 4 грудня 1945 року затоплений в операції «Дедлайт»                                                             |
| Бойовий досвід                                                                                    | Друга світова війна Битва за Атлантику | Друга світова війна Битва за Атлантику |
| Проєкт                                                                                            | | |
| Тип ПЧ                                                                                            | підводний мінний загороджувач | підводний мінний загороджувач |
| Основні характеристики                                                                            | | |
| Швидкість (надводна)                                                                              | 16,7 вузла (30,9 км/год) | 16,7 вузла (30,9 км/год) |
| Швидкість (підводна)                                                                              | 7,3 вузла (13,5 км/год) | 7,3 вузла (13,5 км/год) |
| Робоча глибина занурення                                                                          | 100 м | 100 м |
| Гранична глибина занурення                                                                        | 220—240 м | 220—240 м |
| Дальність плавання                                                                                | 11 200 морських миль (20 700 км) на швидкості 10 вузлів (у надводному положенні) 69 морських миль (128 км) на швидкості 4 вузли (в підводному положенні) | 11 200 морських миль (20 700 км) на швидкості 10 вузлів (у надводному положенні) 69 морських миль (128 км) на швидкості 4 вузли (в підводному положенні) |
| Екіпаж                                                                                            | 44—60 осіб | 44—60 осіб |
| Розміри                                                                                           | | |
| Довжина найбільша (по КВЛ)                                                                        | 76,9 м | 76,9 м |
| Ширина корпусу найб.                                                                              | 6,28 м | 6,28 м |
| Висота                                                                                            | 9,6 м | 9,6 м |
| Середня осадка (по КВЛ)                                                                           | 5,01 м | 5,01 м |
| Водотоннажність надводна                                                                          | 965 т | 965 т |
| Силова установка                                                                                  | | |
| дизель-електрична; 2 дизельних двигуни Germaniawerft M6V 40/46, 2 електродвигуни AEG GU 460/8-276 | | |
| Гвинти                                                                                            | 2 | 2 |
| Потужність                                                                                        | 2800—3200 к.с. (дизелі) 750 к.с. (електродвигуни) | 2800—3200 к.с. (дизелі) 750 к.с. (електродвигуни) |
| Озброєння                                                                                         | | |
| Артилерія                                                                                         | 1 × 88-мм палубна гармата SK C/35 | 1 × 88-мм палубна гармата SK C/35 |
| Торпедно- мінне озброєння                                                                         | 4 носових і один кормовий ТА 14 торпед 15 мін SMA або 26 мін TMA чи 39 TMB                                                                               | 4 носових і один кормовий ТА 14 торпед 15 мін SMA або 26 мін TMA чи 39 TMB                                                                               |
| ППО                                                                                               | 2 × 20-мм зенітні гармати FlaK 30 | 2 × 20-мм зенітні гармати FlaK 30 |

U-218 — німецький військовий корабель, дизель-електричний підводний мінний загороджувач типу VIID, що входив до складу Військово-морських сил Третього Рейху за часів Другої світової війни. Закладений 17 березня 1941 року на верфі № 650 компанії Friedrich Krupp Germaniawerft у Кілі, спущений на воду 5 грудня 1941 року. 24 січня 1942 року корабель увійшов до складу 5-ї навчальної флотилії ПЧ ВМС нацистської Німеччини.

## Історія служби
U-218 належав до класу німецьких підводних мінних загороджувачів типу VIID, збільшеної та модернізованої версії наймасовішої модифікації типу VIIC субмарин Третього Рейху. Службу розпочав у складі 5-ї навчальної флотилії ПЧ, 1 вересня 1942 року переведений до бойового складу 9-ї флотилії ПЧ. 1 жовтня 1944 року переданий до 8-ї флотилії ПЧ Крігсмаріне, а з 1 березня 1945 року — діяв у складі 11-ї флотилії ПЧ. З 28 серпня 1942 по 8 травня 1945 року здійснив десять бойових походів в Атлантичний океан, під час яких потопив 2 судна (346 GRT), 1 судно пошкодив (7361 GRT) та 1 пошкодив допоміжний військовий корабель (7177 GRT)
12 травня 1945 року капітулював союзникам у норвезькому Бергені. 2 червня переміщений до Лох-Раян у Шотландії, а 4 грудня 1945 року затоплений за планом операції «Дедлайт» ескортним міноносцем «Саутдаун» поблизу острова Ініштрагал північніше Ірландії.

## Командири
- капітан-лейтенант Ріхард Бекер (24 січня 1942 — серпень 1944)
- капітан-лейтенант Руппрехт Шток (серпень 1944 — 12 травня 1945)

## Перелік уражених U-218 суден у бойових походах
| №                                                            | Дата             | Командир ПЧ          | Назва                      | Тип                           | Належність                              | Водотоннажність (брт) | Вантаж | Конвой        | Результат та координати                                                 | Наслідки атаки для екіпажу   | Прим.                                                               |
| ------------------------------------------------------------ | ---------------- | -------------------- | -------------------------- | ----------------------------- | --------------------------------------- | --------------------- | ------ | ------------- | ----------------------------------------------------------------------- | ---------------------------- | ------------------------------------------------------------------- |
| Перший похід (28.08—29.09.1942, 33 доби; Крістіансанн—Брест) |                  |                      |                            |                               |                                         |                       |        |               |                                                                         |                              |                                                                     |
| 1                                                            | 11 вересня 1942  | Kptlt. Ріхард Бекер  | Fjordaas                   | танкер                        | Норвегія                                | 7 361                 | баласт | Конвой ON 127 | пошкоджений 51°16′ пн. ш. 29°08′ сх. д. / 51.267° пн. ш. 29.133° сх. д. | ? (0 загиблих та ? вцілілих) |                                                                     |
| Шостий похід (19.09—08.12.1943, 81 доба; Брест—Брест)        |                  | Kptlt. Ріхард Бекер  |                            |                               |                                         |                       |        |               |                                                                         |                              |                                                                     |
| 2                                                            | 5 листопада 1943 | Kptlt. Ріхард Бекер  | Beatrice Beck              | вітрильне судно               | Велика Британія                         | 146                   | тріска |               | потоплено 14°45′ пн. ш. 58°27′ зх. д. / 14.750° пн. ш. 58.450° зх. д.   | 13 (усі загинули)            |                                                                     |
| Восьмий похід (13.06—10.07.1944; 28 діб; Брест—Брест)        |                  | Kptlt. Ріхард Бекер  |                            |                               |                                         |                       |        |               |                                                                         |                              |                                                                     |
| 3                                                            | 6 липня 1944     | Kptlt. Ріхард Бекер  | HMS Empire Halberd (F 160) | велике десантне піхотне судно | Військово-морські сили Великої Британії | 7 177                 |        |               | пошкоджено 50°08′ пн. ш. 05°44′ зх. д. / 50.133° пн. ш. 5.733° зх. д.   | 271 (усі вижили)             | десантне судно типу LSI (L) підірвалося на міні, встановленій U-218 |
| Десятий похід (22.03—08.05.1945; 48 діб; Берген—Берген)      |                  |                      |                            |                               |                                         |                       |        |               |                                                                         |                              |                                                                     |
| 4                                                            | 20 квітня 1945   | Kptlt. Руппрехт Шток | Ethel Crawford             | траулер                       | Велика Британія                         | 200                   |        |               | потоплений 55°13′ пн. ш. 05°14′ зх. д. / 55.217° пн. ш. 5.233° зх. д.   | 10 (усі загинули)            | підірвався на міні, встановленій U-218                              |